# اگزوسیتوز

انواع برون‌رانی.

برون‌رانی یا اگزوسیتوز (به انگلیسی: Exocytosis) در زیست‌شناسی به عبور مولکول‌های بزرگ مواد جامد یا مایع از غشای یاخته گفته می‌شود.
به دیگر سخن، برون‌رانی فرایندی است که طی آن یک یاخته موادی را به غشاء سلولی یا محیط بیرون‌یاخته‌ای تراوش می‌کند. این مواد تراوشی از پروتئین‌ها، لیپیدها و دیگر مواد تشکیل شده‌اند، به صورت مختصر می‌توان گفت که گاهی سلول به درشت مولکول‌هایی نیاز دارد آن را می‌توان از طریق برون رانی از سلول خارج کرد. اگزوسیتوز موجب افزایش سطح غشا می‌شود.
مواد ترشح‌شده در دستگاه گلژی به صورت ریزکیسه‌هایی بسته‌بندی می‌شوند. این ریزکیسه‌ها سپس به غشاء سلولی منتقل شده و با آن ادغام می‌شوند.
فرایند وارونهٔ برون‌رانی، فرایند اندوسیتوز یا درون بری نام دارد که طی آن مولکول‌های بزرگ مواد خارجی اعم از جامد یا مایع از طریق غشای یاخته به درون آن برده می‌شود.
البته ناگفته نماند که تمام ترشحاتی که در درون بدن اتفاق می‌افتد اگزوسیتوز است.